# Laubach (Hesja)
Laubach – miasto w środkowo-zachodnich Niemczech, w kraju związkowym Hesja, w rejencji Gießen, w powiecie Gießen. 30 czerwca 2015 liczyło 9606 mieszkańców.

## Historia
Miasto liczy ponad 1200 lat (pierwsza wzmianka – 786, prawa miejskie – 1405), zniszczenia wojenne ominęły miasto, dzięki czemu posiada wspaniale zachowaną malowniczą starówkę z zabudową szachulcową. Dominantę miasta stanowi otoczony przez rozległy zespół parkowy zamek Laubach zbudowany w XIII wieku i przebudowywany do XVIII wieku. W jego wnętrzach znajduje się jedna z największych prywatnych bibliotek w Europie – liczy 120 tys. woluminów. Znanym zabytkiem jest też kościół ewangelicki, którego najstarsze fragmenty pochodzą z XII wieku.
Z Laubach, poza członkami magnackiego rodu Solms-Laubach, związani są m.in. XVIII-wieczny księgarz i wydawca Philipp Erasmus Reich, XX-wieczny malarz i grafik Felix Klipstein, a także Friedrich Kellner – socjaldemokrata, który w swoim pamiętniku zapisał wspomnienia z okresu III Rzeszy.

## Współpraca
Miejscowości partnerskie:
- Didim, Turcja
- Élancourt, Francja
- Gräfenhainichen, Turyngia
- Zoersel, Belgia